# کول پالمر
کول جرمین پالمر (انگلیسی: Cole Jermaine Palmer؛ زادهٔ ۶ مهٔ ۲۰۰۲) بازیکن فوتبال اهل انگلستان است که در پست هافبک برای باشگاه فوتبال چلسی در لیگ برتر فوتبال انگلستان و تیم ملی انگلیس بازی می‌کند.
وی همچنین در تیم‌های ملی فوتبال زیر ۱۵ سال، زیر ۱۶ سال، زیر ۱۷ سال، زیر ۱۸ سال و زیر ۲۱ سال انگلستان بازی کرده است.

## تیم ملی
پالمر بازیکن تیم زیر ۱۷ سال انگلستان در قهرمانی زیر ۱۷ سال اروپا ۲۰۱۹ بود. در ۲۷ اوت ۲۰۲۱، پالمر اولین دعوت‌نامه خود را برای  زیر ۲۱ سال انگلستان دریافت کرد. او در اولین بازی خود در برد ۲–۰ مقابل کوزوو، یک گل به ثمر رساند.

## افتخارات
منچستر سیتی
- لیگ برتر انگلستان: ۲۰۲۲–۲۳[۵]
- جام حذفی انگلستان: ۲۰۲۲–۲۳[۶]
- لیگ قهرمانان اروپا: ۲۰۲۲–۲۳[۷]
- سوپرجام اروپا: ۲۰۲۳[۸]

چلسی
- لیگ کنفرانس اروپا: ۲۰۲۴–۲۵[۹]
- جام جهانی باشگاه‌ها: ۲۰۲۵[۱۰]
- جام اتحادیه باشگاه‌های انگلستان نایب قهرمان: ۲۰۲۳–۲۴[۱۱]

زیر ۲۱ سال انگلستان
- جام ملت‌های اروپا زیر ۲۱ سال: ۲۰۲۳[۱۲]

انگلستان
- جام ملت‌های اروپا نایب قهرمان: ۲۰۲۴[۱۳]

انفرادی
- برترین بازیکن سال فوتبال ملی انگلستان: ۲۰۲۳–۲۴[۱۴]
- جوایز فوتبال لندن، بازیکن جوان سال مردان: ۲۰۲۴[۱۵]
- جوایز فوتبال لندن، بازیکن سال لیگ برتر انگلستان: ۲۰۲۵[۱۶]
- جوایز فوتبال لندن، گل فصل: ۲۰۲۵[۱۶]
- بازیکن فصل چلسی: ۲۰۲۳–۲۴[۱۷]
- بازیکن ماه لیگ برتر فوتبال انگلستان: آوریل ۲۰۲۴،[۱۸] سپتامبر ۲۰۲۴[۱۹]
- گل ماه لیگ برتر انگلستان: آوریل ۲۰۲۴،[۲۰] اوت ۲۰۲۴[۲۱]
- بازیکن جوان فصل لیگ برتر انگلستان: ۲۰۲۳–۲۴[۵]
- بازیکن سال هواداران پی‌اف‌ای: ۲۰۲۳–۲۴[۲۲]
- بازیکن جوان سال پی‌اف‌ای: ۲۰۲۳–۲۴[۲۳]
- گیم چنجر فصل لیگ برتر انگلستان: ۲۰۲۳–۲۴[۲۴]
- تیم هواداران فصل لیگ برتر فوتبال انگلستان: ۲۴–۲۰۲۳[۲۵]
- تیم فانتزی فصل لیگ برتر انگلستان: ۲۴–۲۰۲۳[۲۶]
- تیم فصل لیگ کنفرانس اروپا: ۲۵–۲۰۲۴[۲۷]
- بهترین بازیکن فینال جام جهانی باشگاه‌ها: ۲۰۲۵
- توپ طلایی جهانی باشگاه‌ها: ۲۰۲۵